# Барон Оранмор та Браун

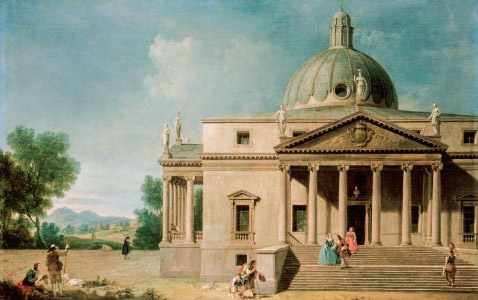
Замок Мерворт.

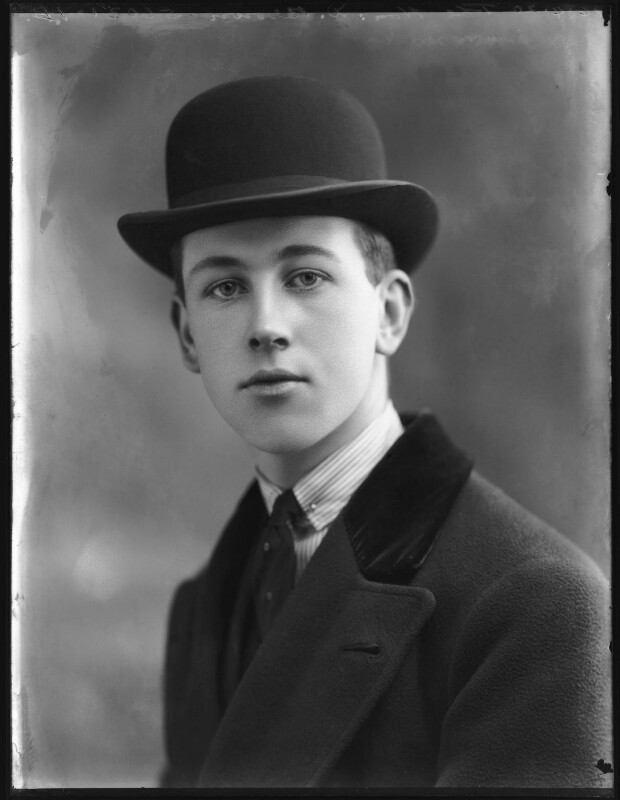
Домінік Джефрі Едвард Браун (1901 – 2002) – IV барон Оранмор та Браун.

Барон Оранмор та Браун (англ. – Baron Oranmore and Browne) – аристократичний титул в перстві Ірландії. 

## Історія баронів Оранмор та Браун
Титул барон Оранмор та Браун із замку Каррабраун, що в графстві Голвей та із замку Макгарретт, що в графстві Мейо був створений в перстві Ірландії в 1836 році для Домініка Брауна, що був депутатом Палати громад парламенту Об’єднаного Королівства Великої Британії та Ірландії і представляв графство Мейо. 
Титул успадкував його син, що став ІІ бароном Оранмор та Браун, був депутатом Палати лордів парламенту в 1869 – 1900 роках. Барон Оранмор та Браун прийняв прізвище Гатрі після шлюбу з Христиною Гатрі в 1859 році. Титул успадкував його син, що став ІІІ бароном Оранмор та Браун. Він став депутатом парламенту як представник Ірландії в 1902 – 1926 роках. Крім того, він був депутатом Сенату Північної Ірландії. У 1926 році він отримав титул барона Мерврот із замку Мерворт, що в графстві Кент у перстві Великої Британії. Цей титул давав автоматично місце в Палаті лордів Великої Британії. Так було до ухвалення закону про Палату лордів у 1999 році. Після смерті ІІІ барона Оранмор та Браун у 1927 році титул успадкував його син, що став IV бароном Оранмор та Браун. Він був одружений тричі – втретє він одружився з актрисою Саллі Грей. Він помер у 2002 році у віці 100 років, ставши одним із найстаріших баронів Ірландії за всю її історію. Він народився в англо-ірландській аристократичній родині у 1901 році, був старшим сином ІІІ барона Оранмор та Браун та леді Олвен Верени Понсонбі – дочки VIII графа Бесборо. Він отримав освіту в Ітоні та Крайст-Черч (Оксфорд), перш ніж приєднатися до гренадерської гвардії, служив у 1921 - 1922 роках у званні лейтенанта. У 1927 році він успадкував титул барона від сого батька і зайняв місце в Палаті лордів як барон Мерворт (титул у перстві Великої Британії). Титул барона Оранмор та Браун не давав автоматично місце в Палаті лордів, а титул барона Мерворт давав. Хоча переважно він використовував свій ірландський титул. Це був рідкісний випадок в історії парламенту – він просидів у Палаті лордів протягом 72 років, найдовше з усіх колег по парламенту, і за цей час був одним із небагатьох, хто ніколи не виступав у Палаті лордів і взагалі за 72 роки ніколи не виступав у парламенті. У 1930 році англійська резиденція родини Браунів – замок Мереворт був проданий, і він переїхав жити до своєї ірландської резиденції – замку Кастл МакГарретт, що недалеко від Клерморріса в графстві Мейо. Замок МакГарретт, його 3000 акрів (1200 га) і 150 співробітників дали йому можливість розводити коней для перегонів і займатися господарством на великій фермі. Лорд Оранмор та Браун також був льотчиком. У 1939 році барон Оранмор і Браун намагався знову стати до лав британської армії, але йому сказали, що у 38 років йому було б корисніше зосередитися на сільському господарстві, аніж йти воювати. У результаті його військова служба була в нейтральній Ірландії з ірландськими резервними силами, силами місцевої самооборони, в графстві Мейо. На початку 1950-х років замок був придбаний Ірландською земельною комісією ірландського уряду і перетворений на будинок престарілих. Лорд Оранмор та Браун переїхав жити до Лондона. Лорд Оранмор та Браун був одружений тричі. Перший раз одружився в 1925 році з Мілдред Гелен Егертон (1903 – 1980) – дочкою його світлості Томаса Генрі Фредеріка Егертона – графв Елсмір та леді Берти Енсон з графів Лічфілд (шлюб розірвано в 1936 році). У них було 5 дітей – 3 дочки і 2 сини. Вдруге він одружився в 1936 році з Уною Гіннесс (1910 – 1995) – дочкою Ернеста Гіннеса і спадкоємицею статків пивоварні відомої «Гіннесс» (шлюб розірвано в 1950 році). Від цього шлюбу було 3 дітей – 1 син і 2 дочки. Одна дочка загинула в автомобільній катастрофі. Третій раз він одружився в 1951 році з Констанс Стівенс (1915 – 2006) – з актрисою зі сценічним ім’ям Саллі Грей, відома своїми ролями на сцені та в різних фільмах 1930-х і 1940-х років.
На сьогодні титулом володіє його син, що став V бароном Оранмор та Браун.
У травні 2011 року барон Мерворт звернувся до суду, щоб спробувати змусити Палату лордів видати йому повістку про виклик на засідання парламенту в Палаті лордів латі на підставі прав і законів існуючих на момент створення титулу. Справу барон Мерворт проти Міністерства юстиції Великої Британії було закрито на тій підставі, що Високий суд не мав юрисдикції щодо того, як Палата лордів вела свою діяльність. Крім того, навіть якщо суд дійсно мав би юрисдикцію, Закон Палати лордів 1999 року чітко відкликав право власників титулів на право засідати в палаті лордів. Барона Мерворт також зобов’язали сплатити 8800 фунтів стерлінгів. Цей випадок згадувався як прецедент в офіційному спростуванні заяви віконта Монктон про те, що він має право претендувати на членство в Палаті лордів.

## Барони Оранмор та Браун (1836)
- Домінік Браун (1787 – 1860) – І барон Оранмор та Браун
- Джеффрі Домінік Август Фредерік Гатрі-Браун (1819 – 1900) – ІІ барон Оранмор та Браун
- Джеффрі Генрі Браун (1861 – 1927) – ІІІ барон Оранмор та Браун
- Домінік Джефрі Едвард Браун (1901 – 2002) – IV барон Оранмор та Браун, ІІ барон Мерворт
- Домінік Джефрі Томас Браун (1929 р. н.) – V барон Оранмор та Браун